# 米洛 (堪薩斯州)
米洛（英語：Milo）是位於美國堪薩斯州林肯縣的一個鬼鎮。

## 歷史
米洛的郵政局於1872年設立，直到1938年結束營運。

## 地理
米洛所處的海拔為高於海平面396米（即1299英呎），而該地所採用的時區為UTC-6，即北美中部時區（CST）。同時該地設有夏令時間，為UTC-6調快一小時，即UTC-5（CDT）。